# Contea di Watonwan
La contea di Watonwan in inglese Watonwan County è una contea dello Stato del Minnesota, negli Stati Uniti. La popolazione al censimento del 2000 era di 11 876 abitanti. Il capoluogo di contea è St. James